# درونایا پنکوزاوودا
درونایا پنکوزاوودا (به لاتین: Derevnya penkozavoda) یک منطقهٔ مسکونی در روسیه است که در باشقیرستان واقع شده‌است.